# Прелюдія долі
«Прелюдія долі» (англ. Prelude to fate) — повнометражний ігровий український музичний фільм 1984 року режисера Сергія Лисецького про творчий шлях всесвітньо відомого українського співака Анатолія Солов'яненка (1932—1999).

## Сюжет
У робітничій сім'ї шахтаря живе донецький хлопець Анатолій Краско, який мріє стати співаком. Однак на вступному екзамені до консерваторії виявляється, що він не знає нот. Але доля прихильна до Анатолія, член з вступної комісії консерваторії запам'ятала юнака і порадила звернутися до її знайомого, соліста Донецького оперного театру Олександра Коробейченка, щоб він допоміг опанувати Анатолієві основи музичної освіти. Чи зможе самодіяльний співак стати оперним артистом?

## Ролі виконують
- Степан Старчиков — Анатолій Краско
- Євген Лебедєв — Олександр Коробейченко
- Микола Шутько — батько
- Наталія Наум — мати
- Олена Антонова — Зіна
- Василь Петренко — Льонька
- Людмила Ариніна — Марина Миколаївна
- Олена Воловик — Таня
- Оксана Вороніна — Ніна
- Микола Засеєв-Руденко — Спицин
- Микола Юдін — дід Кіндрат
- В епізодах: Людмила Алфімова, Тетяна Антонова, Олександр Ануров, Петро Бенюк, Римма Баринова, Владилен Грицюк, Валентин Грудинін, Євген Дущенко, А. Кисельов, Олена Коваленко, Олексій Колесник, Яків Козлов, Борис Лук'янов, Тетяна Митрушина, Юрій Новиков, Володимир Рудін, Євген Пашин, Петро Россоловський, Ніна Серваль, Сергій Філімонов, Лідія Чащина, Ярослав Чорненький, Ігор Черницький, Валентин Черняк, Юрій Мисенков та ін.

У фільмі співають:
- Анатолій Солов'яненко
- Ніна Матвієнко, Володимир Бойко, Віктор Курін, Анатолій Орфьонов

## Навколо фільму
- У фільмі звучить музика композиторів Йоганна Себастьяна Баха, Шарля Гуно, Джузеппе Верді, Гулака-Артемовського, Миколи Лисенка, Петра Чайковського, Михайла Глінки, Олександра Гурильова, Анатолія Кос-Анатольського, російські та українські народні пісні, у виконанні симфонічного оркестру академічного театру опери та балету імені Тараса Шевченка під керівництвом Степана Турчака.
- У 2012 році фільм був реставрований. Державне агентство України з питань кіно.

## Творча група
- Автор сценарію: Станіслав Калінічев
- Режисер-постановник: Сергій Лисецький
- Оператори-постановники: Сергій Лисецький, Вячеслав Онищенко
- Композитор: Мирослав Скорик
- Художник-постановник: Михайло Раковський
- Режисер: В. Сивак
- Звукооператор: Людмила Любенська
- Художник-костюмер: І. Жаркова
- Художник-гример: В. Панчук
- Редактор: О. Шкуратов
- Режисер монтажу: Доллі Найвельт
- Комбіновані зйомки: оператор — Микола Шабаєв, художник — Михайло Полунін
- Директор картини: Олег Пікерський